# Rigasche Rundschau
Rigasche Rundschau — с 1894 по 1939 год ежедневная газета на немецком языке в Лифляндской губернии и Латвийской Республике, ведущее либеральное издание Российской империи. Изданию предшествовала газета «Zeitung für Stadt und Land» (1867—1894). После 1919 года Rigasche Rundschau стала самой известной газетой немецкого национального меньшинства в Северной Европе. Редакция и издательство располагались в Риге на Домской площади. Газета перестала выходить после репатриации балтийских немцев, оговоренной Пактом СССР и Германии о ненападении от 23 августа 1939 года.

## Появление
Издание газеты Zeitung für Stadt und Land в 1867 году начали Георг Берггольц (Georg Berkholz, 1817—1886) и Густав Кейхель (Gustav Keuchel, 1832—1910). Нулевой номер вышел 13 декабря 1866 года, однако официально считается, что газета начала выходить 1 — 3 января 1867 года (1-й год). Газета имела либеральную направленность, критиковала курс Российской империи последней трети XIX века на русификацию, при этом воздерживалась от антиклерикальных и сепаратистских взглядов.
С 1878 года главным редактором был Эдмунд фон Гейкинг.
В 1894 году издателем стал Рихард Рутц (Richard Ruetz, 1850—1915), который переименовал газету в Rigasche Rundschau, сохранив при этом определение «городу и стране» и нумерацию (28-й год издания, выпуск № 222).
С развитием капитализма в России и притоком рабочей силы в крупные города балтийские немцы, особенно в таких городах, как Рига, Ревель или Дерпт, оказались в положении меньшинства, что заставило Рютца изменить редакционную политику. Под его руководством газета стала отстаивать интересы немцев, не ставя под сомнение принадлежность Лифляндии к Российской империи. Эту позицию до 1914 года поддерживало большинство немцев России во всех частях царской империи.
До 1915 года Rigasche Rundschau была наиболее крупным немецким изданием страны наряду с двумя самыми важными немецкоязычными газетами России в Санкт-Петербурге и считалась самой либеральной газетой в империи.
Весной 1907 года редактором стал Пауль Шиман, значительно повлиявший на характер газеты до 1933 года. С 1907 по 1914 год газета являлась печатным органом Балтийского отделения Конституционно-демократической партии, представленной в Государственной Думе. Во время Первой мировой войны Рютцу удалось обойти запрет на выпуск немецких газет, выпуская газету на русском языке как «Рижское обозрение». Таким образом газета единственная в Прибалтике пережила войну.

## В Латвийской Республике
С сентября 1918 г. газета поддерживала стремление к независимости в Прибалтике. После провозглашения независимости Латвии и Эстонии Пауль Шиман взял курс на «организационную поддержку прибалтийского германизма в обоих новых государствах». Обе страны поначалу предоставили своим национальным меньшинствам обширную культурную, экономическую и социальную автономию.
В 1919 году Шиман перенес центр тяжести своей деятельности из редакции Rigasche Rundschau в активную политику, став лидером немецкой парламентской группы в Народном совете. В 1922 году он стал членом исполнительного комитета Ассоциации немецких меньшинств в Европе, а в 1925 году вице-президентом Конгресса европейских национальностей (ENK).
В то время как Эстония и Латвия рассматривались как образцы для подражания в их политике относительно нацменьшинств, в других вновь созданных на обломках Австро-Венгерской и Российской империй странах национальные меньшинства подвергались репрессиям. Среди прочего, запрещались публикация и распространение немецких газет: немецкая пресса неоднократно запрещалась в Королевстве сербов и хорватов и Румынии, иногда также в Польше и Чехословакии. Через языковое принуждение, запреты и экспроприации власти этих новых стран пытались добиться эмиграции населения, которое не хотело ассимилироваться. Помимо немецких этнических групп пострадали венгерские, хорватские, украинские и другие меньшинства.
Часть немцев в ходе Первой мировой войны и сразу после нее выехала на историческую родину. Если на начало XX века доля немцев на территории будущей Латвийской Республики составляла 6,2 %, то к 1935 году она сократилась до 3,19 %. Это привело к сокращению тиража газеты и финансовым трудностям. Поскольку наплыв реэмигрантов создавал для правительства Веймарской республики трудности, оно стремилось мотивировать этнических немцев остаться в местах проживания. Поэтому Департамент прессы Министерства иностранных дел уже в письме Министерству экономики от 19 января 1922 года заявил, что Rigasche Rundschau — самая важная немецкая газета на территории бывшей Российской империи и имеет влияние на другие страны, поэтому нуждается в финансовой поддержке. Министерство экономики учредило в Латвии попечительское общество «Concordia Literarische Anstalt GmbH», которое стало владельцем 40 % акций газеты, а с 1924 года — единственным владельцем издательской компании Ruetz & Co. Это произошло с подачи Макса Винклера, долгое время серого кардинала редакции, служившего экономическим советником правительств Веймарской Республики и нацистской Германии. Тем не менее, участие правительства Германии в издании газеты не повлияло на её политику, и Шиман беспрепятственно работал до 1933 года главным редактором.
Благодаря поддержке правительства Германии розничная цена газеты на начало 1930-х годов была невысокой: в Латвии 12 сантимов, в Эстонии — 10 крон, в Литве — 0,55 лита. В Германии газета стоила 20 пфеннигов и продавалась в крупных городах. Ежемесячная подписка, включая доставку по почте, обходилась в Латвии в 3,20 лата, в Литве — в 4,20 лита, а в остальном мире — в 1 доллар США.

## После 1933 года
В марте 1933 г., вскоре после назначения Гитлера на должность рейхсканцлера, Германия потребовала права вето в кадровых вопросах газеты и изменения политики редакции. Германский соредактор Ганс фон Римша был отправлен в отставку 1 октября 1933 года, а на его место должен был прийти человек с национал-социалистическим партбилетом. Шиман подписал контракт с Максом Винклером, который гарантировал ему и его жене пожизненную пенсию с требованием не публиковаться в Латвии.
Все преемники Шимана (их было несколько) более или менее сохраняли респектабельность газеты. Однако она стала открыто продвигать и национал-социалистические взгляды, поэтому в конце 1930-х годов беженец из Австрии Фриц Лахман (Fritz Lachmann) начал в Риге издание альтернативной газеты на немецком языке, Europa-Ost, которую финансировали еврейские торговцы..
С репатриацией балтийских немцев потребность в издании газеты для них пропала, так как они выехали практически полностью: около 60 тысяч человек. Были закрыты немецкие церковные приходы и школы.
В последнем номере газеты 13 декабря 1939 года было опубликовано интервью с лидером немецкого национал-социалистического движения в Латвии Эрхардом Крёгером об организации мер по переселению в Фатерланд с заголовком: «Мы следовали приказу фюрера». В этом номере редакция выразила благодарность латвийскому государству: «Мы желаем латвийскому народу счастливого будущего, его руководству и президенту Латвии всяческих успехов в достижении стоящих перед ними национальных целей. Да благословит Бог землю, которую мы никогда не забудем».